# Пиньейрос (баскетбольный клуб)
«Пиньейрос» (порт. Esporte Clube Pinheiros) — бразильский профессиональный баскетбольный клуб из города Сан-Пауло. Второй бразильский клуб в истории, становившийся победителем Лиги ФИБА Америка.

## Титулы
- Победитель Лиги ФИБА Америка: 2013

## Сезоны
| Сезон   | Лига | Уровень | Рег. Чемп. | Плей-офф      | Континент                  | Межконт. кубок |
| ------- | ---- | ------- | ---------- | ------------- | -------------------------- | -------------- |
| 2012-13 | НББ  | 1       | 6          | Четвертьфинал | Чемпион Лиги ФИБА Америка  | -              |
| 2013-14 | НББ  | 1       | 5          | 1/8 финала    | Финалист Лиги ФИБА Америка | Финалист       |
| 2014-15 | НББ  | 1       | 7          | 1/8 финала    | -                          | -              |
| 2015-16 | НББ  | 1       | -          | -             | -                          | -              |

## Известные игроки
- Марселиньо Уэртас (2002-03)
- Леандро Барбоза (2013-14)